# Jere Beasley

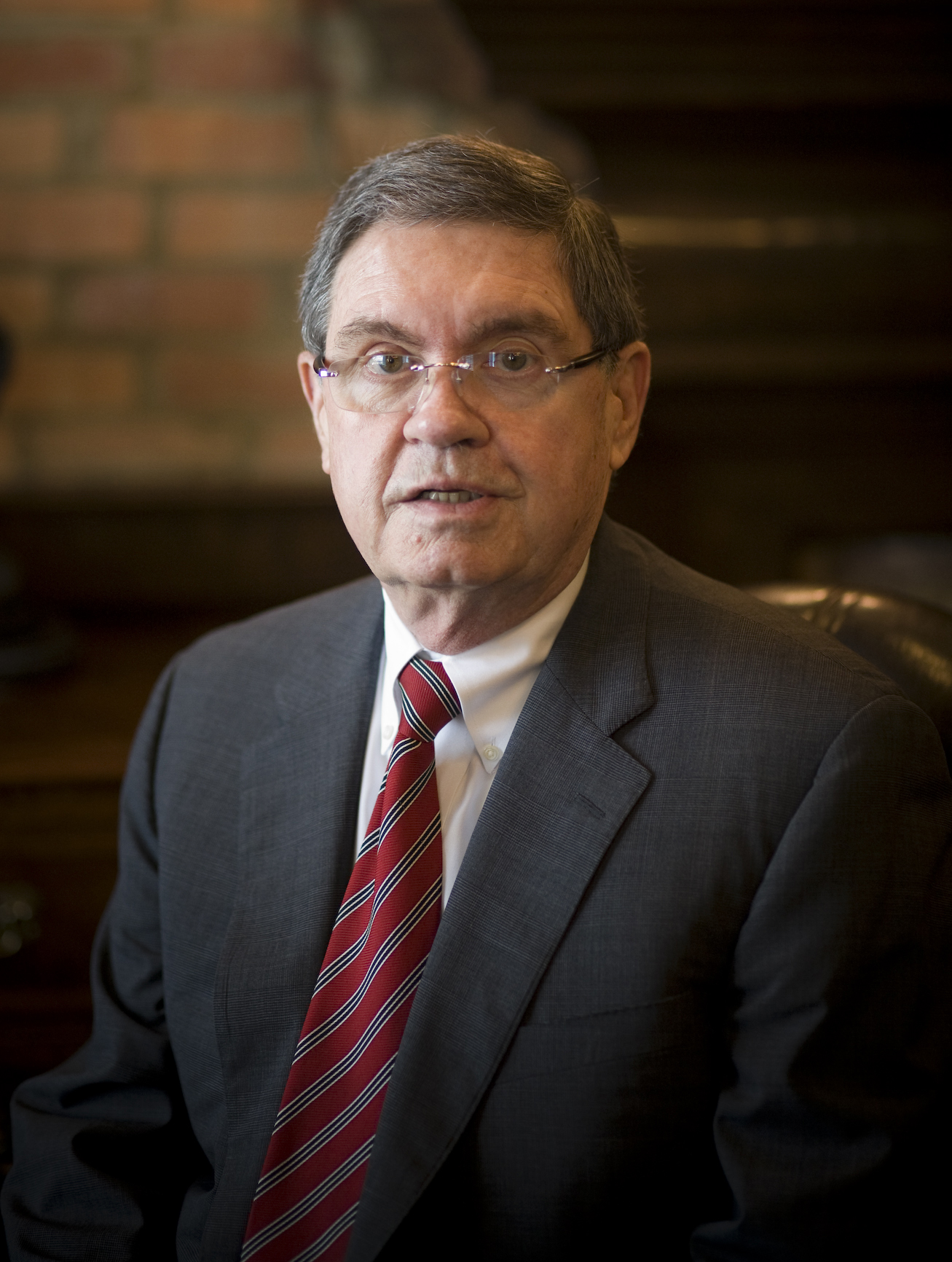
Jere Beasley

Jere Locke Beasley (* 12. Dezember 1935 in Tyler, Texas) ist ein ehemaliger US-amerikanischer Politiker. Er war vom 5. Juni bis zum 7. Juli 1972 zeitweiliger Gouverneur von Alabama.

## Politische Laufbahn
Beasley kandidierte 1970 bei den demokratischen Vorwahlen für das Amt des Vizegouverneurs von Alabama, verfehlte jedoch zuerst die absolute Mehrheit. Erst in den darauffolgenden Stichwahlen ging er als Sieger hervor und wurde auch später in das Amt gewählt. Am 15. Mai 1972 wurde in Laurel, Maryland ein Mordversuch auf Gouverneur George Wallace unternommen, bei dem dieser angeschossen und schwer verletzt wurde. Da sich Wallace in einem Krankenhaus in Maryland erholte und mehr als 20 Tage außerhalb des Staates befand, übernahm nach Alabamas Staatsverfassung Beasley als Vizegouverneur zwischenzeitlich die Amtsgeschäfte. Er hatte so vom 5. Juni bis zum 7. Juli 1972 den Posten inne. Beasley stand bei seiner erneuten Kandidatur für das Amt des Vizegouverneurs 1974 mit Charles Woods einem starken Herausforderer gegenüber, der in der ersten Runde gewann, aber in der zweiten gegen Beasley verlor. Nach seiner zweiten Amtszeit als Vizegouverneur versuchte er 1974 eine Nominierung für das Amt des Gouverneurs zu erlangen; jedoch landete er weit abgeschlagen auf dem fünften Platz.

## Nach der Politik
Beasley ist gegenwärtig leitendes Mitglied des Unternehmens Beasley, Allen, Crow, Methvin, Portis & Miles, P.C.; außerdem vertritt er seit 1979 Opfer von Verbrechen. Während seiner Laufbahn als Anwalt bearbeitete er hunderte von Fällen. Eine Vielzahl von Artikel erschienen über ihn im Time Magazine, Business Week und anderen bekannten Zeitschriften. Weitere Bekanntheit erlangte er durch den Prozess gegen ExxonMobil Corp., wo er als Co-Anwalt tätig war und einen Urteilsspruch über 11,9 Milliarden Dollar zugunsten des Staates Alabama erreichen konnte. Die Forderungen beruhten auf Vertragsbruch und arglistiger Täuschung. Exxon hatte Alabama nach international geltendem Lizenzrecht bezüglich des Erdgases aus dem Mobile Bay Feld betrogen. Der daraus vorweggenommene Wertezuwachs von Exxon als eine direkte Folge dieses Betragens hatte einen Wert von nahezu einer Milliarde Dollar.
Beasleys Tätigkeitsfeld schließt folgende Geschäftsfelder mit ein: Produkthaftung, Versicherungsbetrug, Unternehmensrecht und Körperverletzung. Neben seinen Strafrechtsprozessen engagiert er sich auch an vielen gemeinnützlichen Unterfangen, wie der American Cancer Society, der American Heart Association, dem Lions Club und den Fellowship of Christian Athletes. Er ist auch im Aufsichtsrat des Montgomery Area Chamber of Commerce. Ferner ist er mit Sara Baker aus Adamsville, Alabama verheiratet. Sie haben drei gemeinsame Kinder und vier Enkelkinder. Er gehört der St. James United Methodist Church in Montgomery an.